# Teddy Ruxpin
Teddy Ruxpin est un ours en peluche électronique inventé par Ken Forsse et conçu par la compagnie de jouets Worlds of Wonder. 
En 1986-1987, une série animée en fut dérivée : Les Aventures de Teddy Ruxpin (The Adventures of Teddy Ruxpin), qui fut diffusée sur la chaine La Cinq dans le cadre de l'émission Youpi ! L'école est finie.